# Silvestre Vélez de Escalante

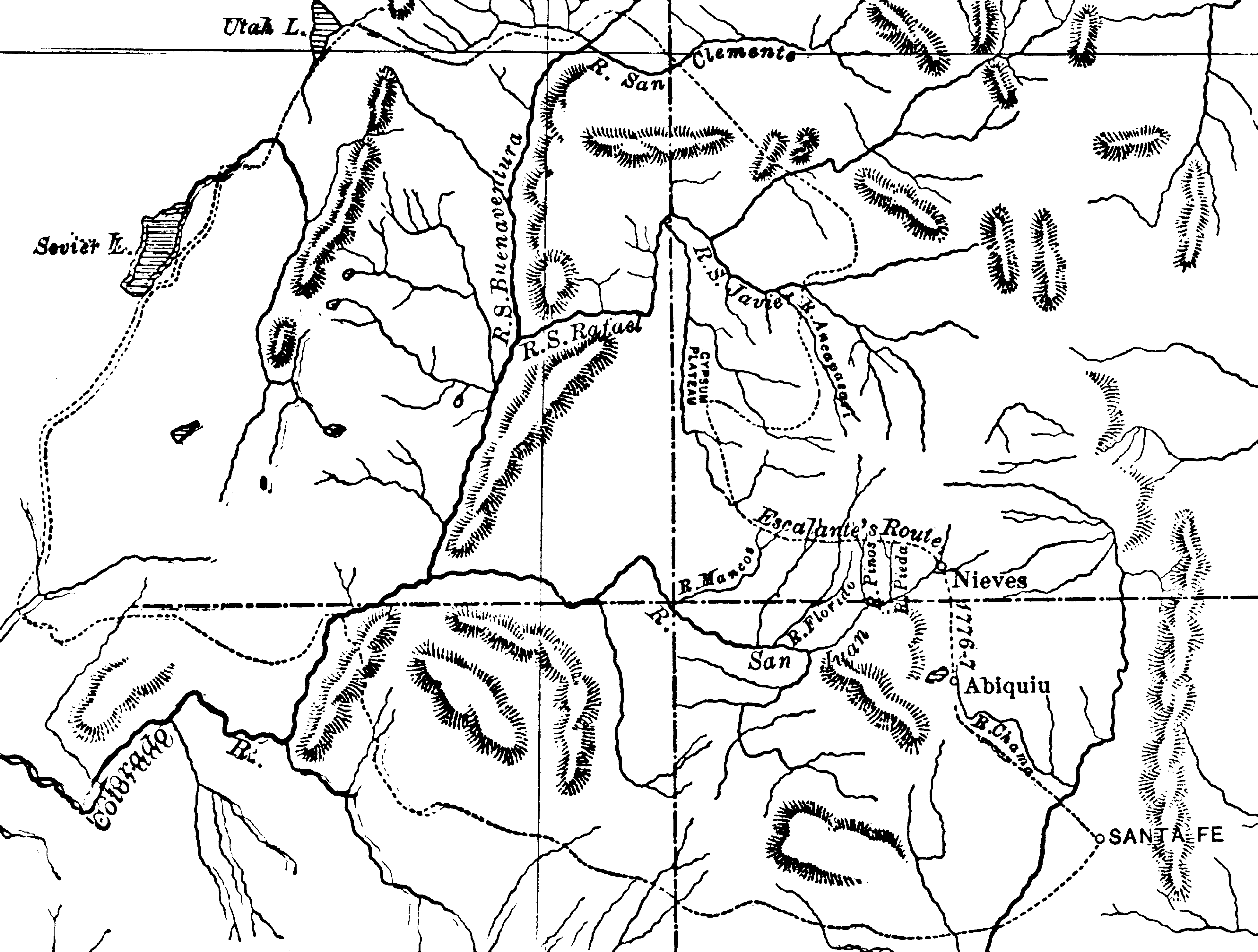
La ruta de la expedición de Domínguez y Escalante de 1776.

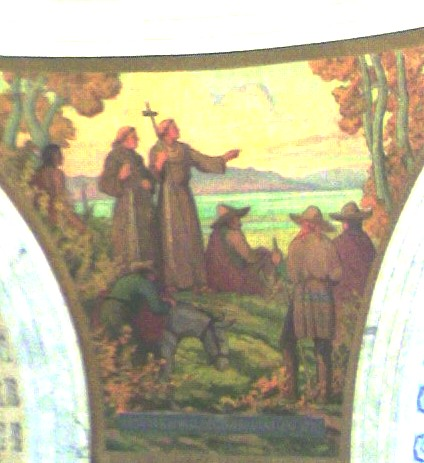
Pintura de la expedición de Domínguez y Escalante en el edificio del Capitolio de Utah.

Silvestre de Escalante (La Herrería, Treceño, Cantabria (España), 1749- El Parral (México) 1780), fue un misionero franciscano y explorador del suroeste de Estados Unidos de finales del siglo XVIII. Es conocido por sus diarios, donde describe las expediciones en las que participó. Entre ellas la fallida expedición desde Santa Fe (Nuevo México) tratando de llegar a Monterey (California); durante la cual atravesaron la parte meridional del actual Colorado, Utah -donde fueron los primeros viajeros de raza blanca- para regresar a Santa Fe a través de Arizona, bordeando la zona oriental del Gran Cañón y pasando a través de zonas desérticas al oeste de Nuevo México. A esta exploración se la conoce como la Expedición de Domínguez y Escalante.
El río Escalante, la ciudad de Escalante en Utah, el Colegio de Primaria Escalante y el Instituto Escalante en el Condado de Río Arriba (en Nuevo México) se encuentran en plena ruta de esta expedición y por ello reciben su nombre.